# Bronzealderen (dokumentarfilm)
Bronzealderen er en dansk dokumentarfilm fra 1958 instrueret af Carl Otto Petersen efter eget manuskript.
Filmen er lavet til anvendelse i historieundervisningen i folkeskolen, og det er 2. del af serien "Nordens arkæologi".

## Handling
Ad veje og floder kom handelsmænd fra det sydlige Europa til Norden. De bragte med sig våben og redskaber af bronze, som de byttede til rav. Efterhånden lærte de nordiske folk selv at støbe og forarbejde bronzen. Våben og smykker blev lagt hos døde stormandsfolk, der blev begravet i udhulede egekister i deres daglige dragt og med et uldent tæppe og en kohud over sig; over kisten blev kastet en høj. Kvindernes dragt var et kort snoreskørt og en let ulden bluse eller en tungere kjole, der nåede til anklerne. Solen var livgiveren; den hilstes af bronzelurernes toner, når det gik mod forår og sommer. I sten og klipper huggede man billeder, der symboliserede livet og frugtbarheden. Gravestokken blev afsløst af en let plov; båden ændrede form og blev let og hurtig. Gravskikken forandrede sig; i den yngre bronzealder blev de døde brændt på bål, og asken samledes i en lerkrukke, der blev sat ind i siden på den gamle gravhøj.